# Daisies
〈Daisies〉是美国歌手凱蒂·佩芮的一首歌曲。该歌曲于2020年5月15日由國會唱片发行，作为她的第六张录音室专辑《微笑》（2020年）的主打单曲。这首歌分别于2020年5月18日和6月9日在美国成人当代音乐和流行音乐电台派台。她与乔恩·贝利昂、雅各布·卡舍·辛德林、迈克尔·波拉克以及怪物与陌生人乐队的制作人乔丹·K·约翰逊和斯蒂芬·约翰逊共同创作了这首歌曲。〈Daisies〉在苏格兰單曲榜排名第四，在克罗地亚和匈牙利榜單中打入进入前二十名，在爱尔兰排名第27位。

## 發行
2020年5月7日，佩芮通过社交媒体宣布，她即将发行的第六张专辑的首支单曲〈Daisies〉将于2020年5月15日发行，单曲封面也于当天发布，佩芮在一片黄色雏菊花丛中微笑。 第二天，在〈Daisies〉的宣傳活动中，因爲恰逢母亲节，一家名为“Katy's Daisies”的在綫花店开业了，提供12种免费的花束选择，粉絲可以在數字花店裏給他人送花，以告诉某人你关心他们，你爱他们，你想念他们，或者只是感谢他们相信你。 MK于 2020年5月29日发布了歌曲的混音版

## 榜单
| 榜单（2020年）                            | 最高 排位 |
| ----------------------------------------- | --------- |
| 澳大利亚（澳大利亚唱片业协会單曲榜）      | 37        |
| 奥地利（Ö3四十强单曲榜）                  | 64        |
| 比利时佛兰德（Ultratip榜外單曲榜）        | 2         |
| 比利时瓦隆（Ultratip榜外單曲榜）          | 33        |
| 加拿大（Canadian Hot 100）                | 37        |
| 加拿大（《告示牌》Canada AC）             | 28        |
| 加拿大（《告示牌》Canada CHR）            | 48        |
| 加拿大（《告示牌》Canada Hot AC）         | 24        |
| 捷克（百強數位單曲榜）                    | 68        |
| 克罗地亚（克罗地亚广播电视台）            | 12        |
| 歐洲（《告示牌》Euro Digital Song Sales） | 6         |
| 法国（法國唱片出版業公會销售榜）          | 17        |
| 希腊（国际唱片业协会希腊分会单曲榜）      | 49        |
| 匈牙利（四十强电台榜）                    | 19        |
| 匈牙利（四十強單曲榜）                    | 23        |
| 愛爾蘭（愛爾蘭唱片音樂協會单曲榜）        | 27        |
| 意大利（意大利音乐产业联盟单曲榜）        | 70        |
| 日本（《告示牌》Hot Overseas）            | 12        |
| 立陶宛（AGATA单曲榜）                     | 46        |
| 荷兰（Dutch Tipparade）                   | 10        |
| 荷兰（Single Tip）                        | 7         |
| 新西兰（新西兰唱片音乐协会Hot Singles）   | 3         |
| 蘇格蘭（官方榜单公司單曲榜）              | 4         |
| 斯洛伐克（百強數位單曲榜）                | 74        |
| 西班牙（《告示牌》Digital Song Sales）    | 4         |
| 瑞典（瑞典最热榜Heatseeker）              | 10        |
| 瑞士（瑞士热门音乐榜）                    | 57        |
| 英國（官方榜单公司單曲榜）                | 37        |
| 美国（《告示牌》百大單曲榜）              | 40        |
| 美國（《告示牌》成人當代單曲榜）          | 11        |
| 美國（《告示牌》Adult Pop Airplay）       | 9         |
| 美國（《告示牌》Dance/Mix Show Airplay）  | 20        |
| 美國（《告示牌》Pop Airplay）             | 27        |
| 美国（《滚石》百强单曲榜）                | 28        |
| 委内瑞拉（唱片报告委内瑞拉英语榜）        | 16        |

| 榜单（2020年）                       | 排位 |
| ------------------------------------ | ---- |
| 美国（《公告牌》Adult Contemporary） | 35   |
| 美国（《公告牌》Adult Top 40）       | 31   |

| 榜单（2021年）         | 排位 |
| ---------------------- | ---- |
| 匈牙利（四十强电台榜） | 90   |

## 认证与销量
| 地區                           | 认证    | 认证单位/销量 |
| ------------------------------ | ------- | ------------- |
| 澳大利亚（澳大利亚唱片业协会） | 白金    | 70,000‡       |
| 巴西（巴西唱片業協會）         | 2× 白金 | 80,000‡       |
| 加拿大（加拿大音乐协会）       | 金      | 40,000‡       |
| 美国（美國唱片業協會）         | 金      | 500,000‡      |
| ‡僅含認證的+實際銷量           |         |               |